# Někdo to rád jinak
Někdo to rád jinak (v originále Le Goût des autres) je francouzský hraný film z roku 2000, který režírovala Agnès Jaoui podle vlastního scénáře. Film získal několik cen, včetně čtyř Césarů, a byl nominován na Oscara za nejlepší cizojazyčný film. Snímek měl světovou premiéru 1. března 2000.

## Děj
V Rouenu podnikatel Jean-Jacques Castella dostane k dispozici bodyguarda Francka kvůli velké smlouvě, kterou musí podepsat s íránskými podnikateli. Jeho společník Weber po něm také vyžaduje, aby chodil na hodiny angličtiny. Castella bez zájmu odmítne učitelku hned na první lekci.
Jednoho večera Jean-Jacques s manželkou Angélique navštíví představení Bérénice, ve kterém hraje vedlejší roli Virginie, jejich neteř. Mezitím Franck čeká v zákulisí a seznámí se s dívkou Manie. Jean-Jacques, který se zpočátku nudí, je zaujat výkonem hlavní aktérky, kterou je jeho učitelka angličtiny Clara Devaux. Po představení Clara a její přátelé povečeří v baru, kde pracuje Manie.
Jean-Jacques se rozhodne pokračovat v hodinách angličtiny, aby se sblížil s Clarou. Z Francka a Manie se stanou milenci. Jejich vztah je však bouřlivý, protože Franck jako bývalý policista nesouhlasí s tím, že Manie prodává marihuanu, aby si navýšila svůj příjem. Castella se snaží zalíbit Clare a tak se sblíží s hereckou skupinou. Antoine, nejlepší přítel Clary si však z manažera dělá legraci z nedostatku jeho kulturního rozhledu. O několik dní později jde Jean-Jacques na vernisáž výstavy obrazů Benoîta, Antoinova společníka. Jedno z pláten se mu líbí, tak ho koupí a rozhodne se, že u Benoîta objedná fresku na fasádu svého podniku.
Jean-Jacques po čase vyzná Claře lásku. Ta mu dá ale najevo, že jeho city nesdílí, a rozhodnou se přerušit výuku angličtiny. Jean-Jacques upadá do deprese, opouští svou společnost k Weberovu velkému zoufalství a nakonec opustí i Angélique. Clara připravuje novou hru. Není ráda, když se dozví, že Antoine je stále v kontaktu s Jean-Jacquesem. Cítí, že využívá Castelliných citů k ní, aby ho přiměl financovat Benoîtovu práci. Avšak zjistí, že se Castella skutečně otevřel uměleckému světu, který do té doby neznal.
Clara si pak postupně uvědomuje, že i ona něco cítí k Jean-Jacquesovi. Protože ten už podepsal smlouvu s Íránci, Franckova služba  končí a Franck odjíždí z města bez Manie, protože jejich vztah považuje za neživotaschopný. Clara pozve Castellu na premiéru své nové hry Heda Gablerová.

## Obsazení
| Anne Alvaro            | Clara Devaux                      |
| Jean-Pierre Bacri      | Jean-Jacques Castella             |
| Alain Chabat           | Bruno Deschamps, řidič Castelly   |
| Agnès Jaoui            | servírka Manie                    |
| Gérard Lanvin          | Franck Moreno, Castellův bodygard |
| Christiane Millet      | Angélique Castella                |
| Wladimir Yordanoff     | Antoine                           |
| Anne Le Ny             | kostymérka Valérie                |
| Brigitte Catillon      | Béatrice Castella                 |
| Raphaël Defour         | Benoît                            |
| Xavier de Guillebon    | Weber                             |
| Camille Andraca        | Camille, dcera Béatrice           |
| Céline Arnaud          | Virginie Giraud                   |
| Robert Bacri           | otec Castelly                     |
| Marie-Agnès Brigot     | sekretářka Castelly               |
| Michel Caccia          | malíř                             |
| Désir Carré            | chodec                            |
| Scali Delpeyrat        | kolega Clary                      |
| Sam Karmann            | režisér                           |
| Jean-Pierre Darroussin | divák v divadle                   |

## Ocenění
Na 26. ročníku udílení Césarů byl film nominován v devíti kategoriích a vyhrál čtyři, včetně nejlepšího filmu a nejlepšího scénáře. Získal také Donatellova Davida za nejlepší zahraniční film, cenu Lumière za nejlepší film a Zlatou hvězdu za nejlepší film. Film byl také nominován na Oscara za cizojazyčný film.